# Federica Carta
Federica Carta (Roma, 10 gennaio 1999) è una cantautrice italiana.

## Biografia

### Infanzia ed esordi
Nata nel 1999 a Roma da una famiglia di origini sarde, all'età di nove anni si è appassionata alla musica grazie al padre Cristiano per poi iniziare a prendere lezioni di canto e di pianoforte. Successivamente la madre l'ha iscritta alla scuola di musica Stemma Records della sua città natale. Ha frequentato l'alberghiero, interrompendo gli studi al quarto anno per partecipare alla sedicesima edizione di Amici di Maria De Filippi. Ha raggiunto il successo dopo aver partecipato ad alcuni concorsi musicali (tra cui il Tour Music Fest, che l'ha vista protagonista nelle fasi finali del contest).

### 2016-2017: partecipazione adAmici 16
Nel novembre 2016, all'età di diciassette anni, ha partecipato ai provini della sedicesima edizione del talent show musicale Amici di Maria De Filippi, accedendo poi alla fase iniziale. Nel programma ha presentato tre suoi brani inediti, Sogni e verità, People talk to me e Tutto quello che ho; ammessa al programma, ha presentato e pubblicato su iTunes due suoi nuovi brani, Attraversando gli anni e Ti avrei voluto dire, in seguito certificato disco d'oro e di platino.
Il 25 marzo 2017 ha ottenuto l'accesso alla fase serale del programma entrando a far parte della squadra capitanata dalla cantante Elisa, la quale ha scritto per lei il singolo Dopotutto, che ha scalato la classifica iTunes posizionandosi al secondo posto e venendo, successivamente, certificato disco d'oro per aver venduto più di 25 000 copie. Durante il programma, dopo l'uscita del suo primo album Federica, si è esibita con un suo brano, Se ancora c'è, scritta dal suo direttore artistico.
Il 27 maggio dello stesso anno è arrivata in finale, dove si è classificata seconda nella categoria canto e terza in generale, dopo rispettivamente Andreas Müller e Riccardo Marcuzzo, e di conseguenza si è aggiudicata il premio Vodafone. Dopo l'esperienza nel programma, ha iniziato il suo tour di instore in giro per l'Italia con il suo primo progetto intitolato con il suo stesso nome: "Federica".

### 2017-2018:Federicae progetti inediti

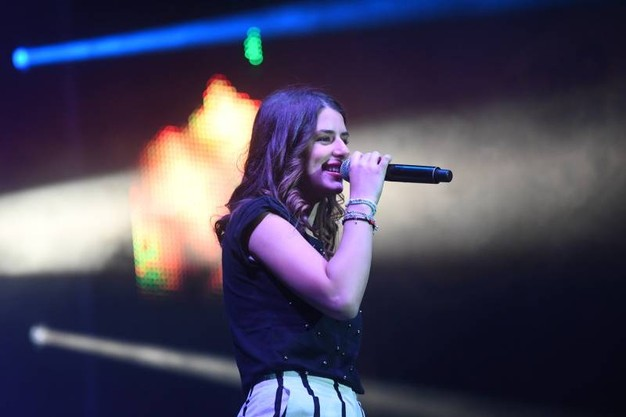
Federica Carta in concerto a Bologna nel 2017

Federica, album d'esordio della cantautrice, contiene nove tracce inedite scritte da lei stessa e da diversi compositori; l'album è stato pubblicato il 19 maggio 2017 per la Universal Music Italia e prodotto da Andrea Rigonat, marito e produttore di Elisa; verrà certificato successivamente disco di platino.
L'album contiene sei brani presentati ad Amici: Dopotutto, Ti avrei voluto dire, Attraversando gli anni, People talk to me, Se ancora c'è, e Forte e chiaro, e infine Sconfinata eternità, Mai così felice e Lo sbaglio migliore, brani contenuti nell'album e mai presentati all'interno della scuola. Ha partecipato al Wind Summer Festival col brano Ti avrei voluto dire e al Wind Capodanno in musica. Il 21 luglio 2017 ha pubblicato anche una riedizione di Forte e chiaro.
Sempre nel 2017, ha duettato nel singolo Irraggiungibile del rapper Shade, premiato con un disco d'oro e tre dischi di platino FIMI.
Poco prima della fine dell'estate ha annunciato sulle proprie reti sociali (social network) i suoi primi due concerti dal vivo, il 1º dicembre all'Atlantico di Roma e il 2 dicembre al Fabrique di Milano, riscuotendo successi da tutto esaurito.
Ha tentato di partecipare, in coppia con i La Rua, al Festival di Sanremo 2018, venendo scartata; il singolo da loro composto, intitolato Sull'orlo di una crisi d'amore, è stato comunque pubblicato il 23 marzo dello stesso anno.

### 2018:Molto più di un filme progetti inediti
Il 1º febbraio 2018 è uscito il singolo, di cui è anche autrice, Molto più di un film, che è entrato in classifica iTunes al secondo posto e che anticipa l'album omonimo, uscito il 13 aprile ed entrato anch'esso in classifica FIMI al quarto posto. Il 13 aprile stesso è iniziato il suo secondo instore tour, partendo dalla discoteca laziale a Roma.
Il 27 aprile 2018 è stato pubblicato su YouTube il videoclip della versione italiana Rain and Shine - Ci sarò, ci sarai, cantata assieme ad Olivia-Mai Barrett protagonista della serie televisiva Penny on M.A.R.S.
Il secondo album in studio, Molto più di un film, contiene undici tracce, tra cui i singoli Molto più di un film e Sull'orlo di una crisi d'amore, che hanno anticipato il disco, e la versione intera di Tutto quello che ho.
La promozione dell'album è proseguita con la pubblicazione dei singoli Amarsi è una cosa normale e Tra noi è infinita, proseguendo anche con questo album il giro di esibizioni dal vivo nei club d'Italia e gli immancabili firma copie. Il 5 giugno 2018 ha pubblicato il libro Mai così felice, per la gioia dei numerosi ammiratori, in cui la cantante racconta se stessa tra emozioni, amore e famiglia e mette a nudo la propria anima, rivelando un'immensa dolcezza, con la possibilità di incontrarla nuovamente per un autografo, quattro chiacchiere e una foto. In seguito, in coppia con i La Rua e Shade, si è esibita sul palco dei Wind Music Awards 2018 rispettivamente con i brani Sull'orlo di una crisi d'amore e Irraggiungibile, e viene premiata con il disco di platino ottenuto per l'album Federica.
Da gennaio 2017 ha cominciato a condurre Top Music, la versione televisiva della classifica ufficiale discografica Top of the Music della Federazione Industria Musicale Italiana, in onda su Rai Gulp. Nello stesso anno è stata scelta per aprire quattro concerti di Laura Pausini, a Rimini, Verona, Eboli e Roma del Fatti sentire World Wide Tour 2018. Il 14 dicembre viene pubblicato sulle piattaforme tecnologiche il suo nuovo singolo Mondovisione; il brano che fa parte della colonna sonora della nuova pellicola cinematografica di Paola Cortellesi, La Befana vien di notte. Il 25 novembre 2018 ha affiancato Mario Acampa nella telecronaca italiana dello Junior Eurovision Song Contest 2018.

### 2018-2023: Festival di Sanremo 2019,Popcorne progetti inediti
Il 21 dicembre 2018 è stata resa nota la sua partecipazione al 69º Festival di Sanremo, dove nel febbraio 2019 ha gareggiato in gara con il brano Senza farlo apposta, in coppia con Shade. Nella quarta serata dedicata alle cover, Federica e Shade hanno cantato il brano Senza farlo apposta con Cristina D'Avena; brano che, a soli due giorni dall'uscita, è riuscito a entrare nelle prime 100 posizioni della classifica FIMI, collocandosi in 29ª e, poco tempo dopo, in quinta posizione. Al termine della kermesse musicale si è classificata al diciottesimo posto. Circa un mese dopo, secondo i dati FIMI, il singolo sanremese è diventato disco d'oro per le oltre 25 000 copie vendute. Il 15 aprile il singolo sanremese è stato certificato disco di platino per le oltre 50 000 copie vendute.
Il 15 febbraio 2019 è uscito il suo primo EP, Popcorn, debuttando al terzo posto della classifica FIMI (e che continua il percorso iniziato con il secondo album) contenente 7 tracce, tra cui Mondovisione, colonna sonora della pellicola La Befana vien di notte; Dove sei, contenuto nel precedente album e riproposto in quest'ultimo in una nuova versione acustica; e Senza farlo apposta, brano in gara a Sanremo 2019.
Il 6 marzo 2020 è uscito Bullshit, il primo tassello del suo nuovo percorso musicale all'interno di un progetto per Universal Music Italia.
Il 27 aprile dello stesso anno ha annunciato tramite Instagram il singolo Easy uscito il 30 aprile, brano promozionale, mentre il 22 maggio è stato pubblicato il singolo Bella così in collaborazione Chadia Rodríguez, in seguito certificato disco d'oro.
Il 18 settembre è uscito il singolo Morositas, in collaborazione con Random, seguito il 19 febbraio 2021 dal brano Mostro.
Il 12 maggio 2021 ha annunciato sui social il singolo Tocca a me, che ha visto la collaborazione di Mydrama e pubblicato il successivo 21 maggio.
Il 16 agosto 2022 anno ha annunciato la sua partecipazione nel cast di Non dirlo a nessuno, teen drama con la regia di Alessio Russo. Il film è stato presentato in anteprima il 7 settembre alla 79ª Mostra internazionale d'arte cinematografica di Venezia. Ha collaborato con il cantautore dile nel singolo Che mettevi sempre in radio dal 2 dicembre. Successivamente ha cantato la sigla di Viva Rai2! Viva Sanremo! su Rai 1 oltre a un jingle/antesigla di Viva Rai2!.
Il 21 aprile 2023 è uscito il suo nuovo singolo Come Marilyn. Il 26 maggio successivo è uscita una nuova collaborazione con Shade, Per sempre mai.

## Discografia
- 2017 – Federica
- 2018 – Molto più di un film

## Tournée

### Artista principale
- 2017 – Federica tour
- 2018 – Molto più di un film tour
- 2019 – Popcorn tour
- 2022 – Federica Carta tour estivo
- 2023 – Federica Carta tour estivo
- 2024 – Federica Carta tour estivo

### Artista d'apertura
- 2017 – Fatti sentire World Wide Tour 2018 di Laura Pausini (Europa)

## Programmi televisivi
- Amici di Maria De Filippi 16 (Canale 5, Real Time, 2016-2017) - concorrente
- Top music (Rai Gulp, 2018-2019) - conduttrice
- Junior Eurovision Song Contest (Rai Gulp, 2018) - commentatrice

## Partecipazioni a manifestazioni canore
- Festival di Sanremo (Rai 1)
  - 2019 – 18º posto con Senza farlo apposta, in coppia con Shade

## Doppiaggio
- Daria in Beavis and Butt-head (st. 10)[66]
- Moxy in Pupazzi alla riscossa

## Opere
- Federica Carta, Mai così felice, Rizzoli, 2018, ISBN 9788891580535.

## Riconoscimenti
- Amici di Maria De Filippi
  - 2017 – Premio Vodafone[17]